# فرد ريكو
فرد ريكو (بالإنجليزية: Fred Rico)‏ هو لاعب كرة قاعدة أمريكي، ولد في 4 يوليو 1944 في جيروم في الولايات المتحدة.